# Yukarı İkizören, Araç
Yukarıikizören là một xã thuộc huyện Araç, tỉnh Kastamonu, Thổ Nhĩ Kỳ. Dân số thời điểm năm 2008 là 39 người.